# Sepioloidea (genere)
Sepioloidea d'Orbigny, 1845 è un genere di seppie cefalopode della famiglia Sepiadariidae.

## Descrizione
Il mantello è fuso con la testa, senza cartilagine sulla nuca. I cartilagini del mantello e dell'imbuto sono fatti da due componenti, anche se il mantello non è connesso all'imbuto. Le pinne sono lunghe quasi quanto il mantello e sono fuse ad esso su praticamente tutta la loro lunghezza, al contrario di quanto si trova nelle Sepiadarium. 
Anche se non vi sono organi luminescenti, il mantello è coperto, nella sua parte dorsale, da grossi leucofori bianchi, circondati da dei cromatofori più piccoli di colore bruno scuro.

## Tassonomia
Il genere Sepioloidea conta cinque specie:
- S. magna Reid, 2009[3]
- S. pacifica (Kirk, 1882)
- S. jaelae (J. M. Santos, Bolstad & Braid, 2022
- S. lineolata ((Quoy & Gaimard, 1832)
- S. virgilioi  (J. M. Santos, Bolstad & Braid, 2022